# Bút biển
Bút biển (Danh pháp khoa học: Pennatulacea, tiếng Anh: sea pen) là các loài động vật biển trong bộ Pennatulacea, bao gồm một tập đoàn sinh vật gọi là polip có hình dạng giống như cái bút. Tên gọi này bắt nguồn từ sự giống nhau của sinh vật như một cây bút đầy lông.

## Đặc điểm
Bút biển thường có hình thân cây to, cao khoảng 40 cm, phân bố ở Bắc Đại Tây Dương, Vùng hoạt động của bút biển khá nhỏ, những xúc tu như san hô tạo thành một mạng lưới. Loài sinh vật này có một loạt các hình dạng, kích thước và màu sắc khác nhau. Chúng có vẻ đẹp mỹ miều, mềm mại, Con bút biển có màu sáng lân quang khi ta đụng vào nó. Chúng là những sinh vật rất nhạy cảm, có thể lập trại ở bất cứ nơi nào, có thể là trên cát hoặc đống đổ nát. Chúng có thể sống trong môi trường khắc nghiệt nhất, hơn 600m dưới bề mặt biển. Các nhà khoa học ước tính bút biển có thể tồn tại hơn 100 năm.